# Liga Nacional para la Democracia
La Liga Nacional para la Democracia (LND) (en birmano: အမျိုးသား ဒီမိုကရေစီအဖွဲ့ချုပ်, ʔəmjóðá dìmòkəɹèsì ʔəpʰwḛdʑoʊʔ) es un partido político birmano fundado el 27 de septiembre de 1988 y dirigido por Aung San Suu Kyi que ostenta el cargo de Secretaria General. Fue el partido gobernante desde 2015 hasta el golpe de Estado de 2021. En las elecciones parlamentarias de 1990 el partido ganó 392 de 492 escaños, pero la junta militar gobernante, conocida como SPDC (Consejo de Estado para la Paz y el Desarrollo) no permitió la formación de un nuevo gobierno. En su lugar el ejército procedió al arresto de los cargos electos del partido y a la desarticulación del mismo.
En las elecciones legislativas de 2015 el LND gana la mayoría absoluta en ambas casas (Hluttaw) de la Asamblea, dando fin a varias décadas de dominio militar en Birmania.
El 28 de marzo de 2023, la UEC disolvió la LND, que, a su vez, impugnó la decisión alegando que la UEC no tiene legitimidad ya que la junta en sí misma "no es en absoluto legal".